# Пясечно (Дравський повіт)
Пясечно (пол. Piaseczno, нім. Blumenwerder) — село в Польщі, у гміні Чаплінек Дравського повіту Західнопоморського воєводства.
Населення — 81 особа (2011).
У 1975-1998 роках село належало до Кошалінського воєводства.

## Демографія
Демографічна структура станом на 31 березня 2011 року:
|          | Загалом | Допрацездатний вік | Працездатний вік | Постпрацездатний вік |
| -------- | ------- | ------------------ | ---------------- | -------------------- |
| Чоловіки | 43      | 11                 | 29               | 3                    |
| Жінки    | 38      | 8                  | 22               | 8                    |
| Разом    | 81      | 19                 | 51               | 11                   |